# Euclasta
Euclasta Franch. é um género botânico pertencente à família Poaceae, subfamília Panicoideae, tribo Andropogoneae.
Suas espécies ocorrem na África, Ásia, América do Norte e América do Sul.

## Sinônimo
- Indochloa Bor

## Espécies
- Euclasta clarkei (Hack.) Cope
- Euclasta condylotricha (Hochst. ex Steud.) Stapf
- Euclasta glumacea Franch.
- Euclasta graminea T. Durand & H. Durand